# سید رضا عیسی
سید رضا عیسی (عربی: سيد رضا عيسى حسن؛ زادهٔ ۷ اوت ۱۹۹۴) بازیکن فوتبال اهل بحرین است.
وی همچنین در تیم ملی فوتبال بحرین بازی کرده‌است.